# Moyencourt
Moyencourt é uma comuna francesa na região administrativa de Altos da França, no departamento de Somme. Estende-se por uma área de 4,15 km². Em 2010 a comuna tinha 319 habitantes (densidade: 76,9 hab./km²).